# Torneo de las Tres Naciones 2010
El Torneo de las Tres Naciones 2010 será la competencia anual decimoquinta del Torneo de las Tres Naciones, que se realiza entre las tres selecciones nacionales de rugby de Nueva Zelanda, Australia y Sudáfrica. Esta edición es la penúltima del Torneo Tres Naciones, ya que, a partir de 2012 será incorporada la selección de Argentina, pasando a denominarse Torneo de las Cuatro Naciones.

## Tabla de posiciones
| Pos. | Selección     | Juegos | Juegos | Juegos | Juegos | Puntos  | Puntos   | Puntos | Puntos extra | Puntaje total |
| Pos. | Selección     | Jug.   | Gan.   | Emp.   | Per.   | A favor | En cont. | Dif.   | Puntos extra | Puntaje total |
| ---- | ------------- | ------ | ------ | ------ | ------ | ------- | -------- | ------ | ------------ | ------------- |
| 1    | Nueva Zelanda | 6      | 6      | 0      | 0      | 184     | 111      | +73    | 3            | 27            |
| 2    | Australia     | 6      | 2      | 0      | 4      | 162     | 188      | -26    | 3            | 11            |
| 3    | Sudáfrica     | 6      | 1      | 0      | 5      | 147     | 194      | -47    | 3            | 7             |

## Formato
Como en competencias anteriores, los puntos se adjudicaron de la siguiente manera:
- 4 puntos para el que gana.
- 2 puntos para el empate.
- 0 puntos para el que pierde.
- 1 punto extra por anotar 4 tries o más, ganando o perdiendo.
- 1 punto extra por perder por 7 puntos o menos.

## Resultados
BO: Punto de bonificación ofensivo.
BD: Punto de bonificación defensivo.
Primera fecha
| 10 de julio | Nueva Zelanda | BO 32 - 12 | Sudáfrica | Eden Park, Auckland |  |
|             |               | Reporte    |           |                     |  |

Segunda fecha
| 17 de julio | Nueva Zelanda | BO 31 - 17 | Sudáfrica | Westpac Stadium, Wellington |  |
|             |               | Reporte    |           |                             |  |

Tercera fecha
| 24 de julio | Australia | 30 - 13 | Sudáfrica | Suncorp Stadium, Brisbane |  |
|             |           | Reporte |           |                           |  |

Cuarta fecha
| 31 de julio | Australia | 28 - 49 BO | Nueva Zelanda | Etihad Stadium, Melbourne |  |

Quinta fecha
| 7 de agosto | Nueva Zelanda | 20 - 10 | Australia | AMI Stadium, Christchurch |  |

Sexta fecha
| 22 de agosto | Sudáfrica | BD 22 - 29 | Nueva Zelanda | Soccer City, Soweto |  |

Séptima fecha
| 28 de agosto | Sudáfrica | BO 44 - 31 BO | Australia | Loftus Versfeld, Pretoria |  |

Octava fecha
| 4 de septiembre | Sudáfrica | BD 39 - 41 BO | Australia | Vodacom Park, Bloemfontein |  |

Novena fecha
| 11 de septiembre | Australia | BD 22 - 23 | Nueva Zelanda | ANZ Stadium, Sídney |  |

| Tres Naciones 2010 Campeón 2010 |
| ------------------------------- |
| Nueva Zelanda Décimo título     |

Fuente: Tri Nations Web